# Oberkeil
Oberkeil (oberfränkisch: Dea Kahl) ist ein Gemeindeteil der Gemeinde Neudrossenfeld im Landkreis Kulmbach (Oberfranken, Bayern). Oberkeil liegt in der Gemarkung Pechgraben.

## Geographie
Die Einöde liegt am Höllberg (417 m ü. NHN, 1 km westlich). Östlich von Oberkeil befindet sich eine Sandgrube und ein Baum, der als Naturdenkmal geschützt ist. Ein Anliegerweg führt zu einer Gemeindeverbindungsstraße (0,5 km nordöstlich), die nach Schaitz (1,4 km östlich) bzw. nach Pechgraben verläuft (0,7 km westlich).

## Geschichte
Der Ort wurde 1531 als „Keil“ erstmals urkundlich erwähnt. 1752 kam es erstmals zu einer Unterscheidung zwischen „obere“ und „untere Keil“. Benannt wurde der Ort nach der keilartigen Form des Flurgrundstücks.
Oberkeil gehörte zur Realgemeinde Untergräfenthal. Gegen Ende des 18. Jahrhunderts bestand Oberkeil aus einem Anwesen. Das Hochgericht übte das bayreuthische Stadtvogteiamt Kulmbach aus. Das Kastenamt Kulmbach war Grundherr der Sölde.
Von 1797 bis 1810 unterstand der Ort dem Justiz- und Kammeramt Kulmbach. Mit dem Gemeindeedikt wurde Oberkeil dem 1811 gebildeten Steuerdistrikt Neudrossenfeld und der 1812 gebildeten gleichnamigen Ruralgemeinde zugewiesen. Mit dem Zweiten Gemeindeedikt (1818) wurde der Ort in die neu gebildete Ruralgemeinde Pechgraben umgegliedert. Am 1. Januar 1975 wurde Oberkeil im Zuge der Gebietsreform in Bayern nach Neudrossenfeld eingegliedert.

### Einwohnerentwicklung
| Jahr      | 001818 | 001861 | 001871 | 001885 | 001900 | 001925 | 001950 | 001961 | 001970 | 001987 | 002021 |
| Einwohner | 11 *   | 11     | 10     | 6      | 12     | 6      | 8      | 8      | 6      | 6      | 20     |
| Häuser    | 2 *    |        |        | 1      | 1      | 1      | 1      | 1      |        | 2      | 2      |
| Quelle    | [ 8 ]  | [ 11 ] | [ 12 ] | [ 13 ] | [ 14 ] | [ 15 ] | [ 16 ] | [ 17 ] | [ 18 ] | [ 1 ]  |        |

## Religion
Oberkeil ist evangelisch-lutherisch geprägt und nach Neudrossenfeld gepfarrt.

## Ehrenbürger
- Stefan Beer, Bibliothekar. Aufgewachsen im Oberkeil.